# أملج جبلي
أملج جبلي (الاسم العلمي:Phyllanthus montanus) هو نوع من النباتات يتبع جنس الأملج من الفصيلة الأملجية.